# فاجعه فرابنفش

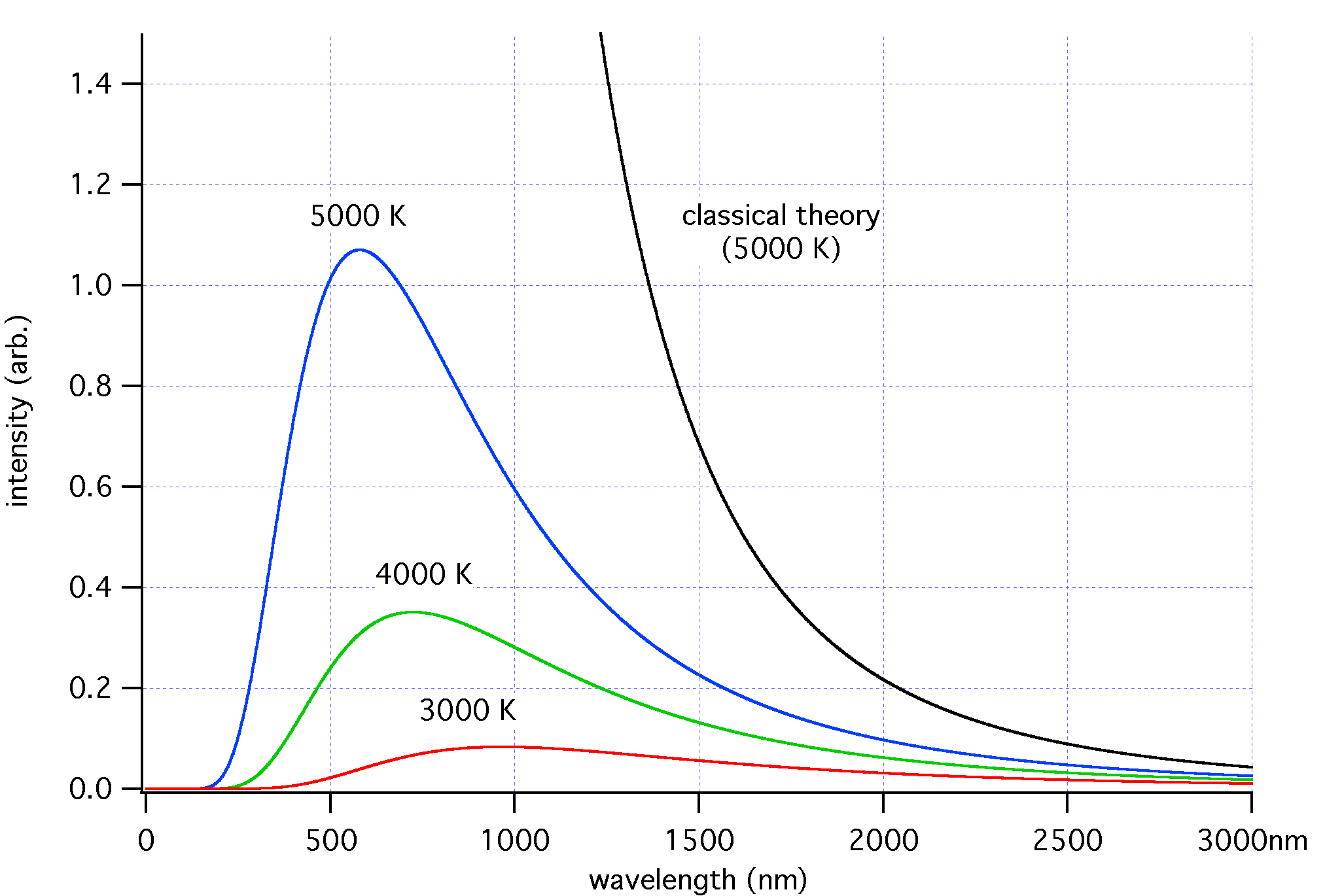
«فاجعه فرابنفش» خطای کوتاه طول موج در قانون رایلی-جینز برای انرژی تابیده‌شده از یک‌جسم سیاه ایده‌آل است. خطا، که برای طول موج‌های کوتاه، بسیار واضح‌تر است، تفاوت بین منحنی سیاه (منحنی اشتباه پیش‌بینی‌شده توسط قانون رایلی-جینز) و منحنی آبی (منحنی صحیح پیش‌بینی‌شده توسط قانون پلانک) است.

فاجعه فرابنفش (به انگلیسی: Ultraviolet catastrophe) یا فاجعه ریلی جینز (به انگلیسی: Rayleigh–Jeans catastrophe) اشاره به نتیجه‌ای دارد که ناشی از اصول فیزیک کلاسیک تقسیم مساوی انرژی و تابش نوسانگرهای باردار برای توضیح تابش جسم سیاه در طول موج‌های کوتاه است. تابع توزیعی که بر این اصول پایه‌گذاری شده به نام قانون رایلی-جینز متناسب با معکوس توان چهارم طول موج {\textstyle \lambda ^{-4}} نمی‌تواند در محدوده فرکانس‌های بالا تابش جسم سیاه را به درستی توضیح دهد و از منحنی واگرا می‌شود. از آن‌جا که این تابع برمبنای اصول پذیرفته شده و اساسی فیزیک کلاسیک طرح شده بود و اینکه هنوز در آن زمان اصول کوانتوم فیزیک تدوین نشده بود، این نتیجه ضربهٔ سختی بر شالوده فیزیک کلاسیک بود که موجب زیر سؤال بردن اصول بدیهی فیزیک کلاسیک گردید.
این اصطلاح اولین بار در سال ۱۹۱۱ و بعدها توسط پائول ارنفست بعد از توضیح این پدیده با کمک نوسانگر پلانک در ۱۹۰۵ به‌طور مستقل توسط آلبرت اینشتین، لرد رایلی و جیمز جینز زمانی به کار برده شد که هنوز نظریهٔ کوانتوم فیزیک در مراحل ابتدایی تدوین خود قرار داشت.